# Kåre Kristiansen
Kåre Gulbrand Kristiansen (ur. 11 marca 1920 w Bergen, zm. 3 grudnia 2005 w Nesodden) – norweski polityk, dwukrotny przewodniczący Chrześcijańskiej Partii Ludowej, deputowany i minister.

## Życiorys
Był synem kaznodziei Michaela Kristiansena. Zawodowo był związany z państwowym przewoźnikiem kolejowym Norges Statsbaner (NSB). Pracował jako telegrafista, nauczyciel w szkole kolejowej i operator ruchu. Należał do branżowego związku zawodowego Norsk Jernbaneforbund. Stopniowo awansował w strukturze NSB, w 1969 obejmując stanowisko dyrektorskie. Później był dyrektorem operacyjnym w tym przedsiębiorstwie.
Zaangażował się w działalność polityczną w ramach Chrześcijańskiej Partii Ludowej, w latach 1955–1956 kierował jej organizacją młodzieżową. Od początku lat 50. działał w samorządzie miejscowości Nesodden. Od października 1965 do stycznia 1969 był sekretarzem stanu w ministerstwie spraw społecznych. W latach 1969–1973 był zastępcą poselskim. Później w latach 1973–1977 i 1981–1989 sprawował mandat posła do Stortingu. W parlamencie był m.in. przewodniczącym komisji spraw zagranicznych (1981–1983). W 1975 po raz pierwszy został wybrany na przewodniczącego Chrześcijańskiej Partii Ludowej, zastępując Larsa Korvalda. Kierował partią do 1977, gdy na czele formacji ponownie stanął Lars Korvald. Kåre Kristiansen powrócił na funkcję lidera chadeków w 1979, w 1983 zastąpił go na tym stanowisku Kjell Magne Bondevik. Od czerwca 1983 do maja 1986 sprawował urząd ministra przemysłu naftowego i energetyki w koalicyjnym gabinecie, którym kierował konserwatysta Kåre Willoch. Od 1986 do 1989 był wiceprzewodniczącym norweskiego parlamentu.
Zdeklarowany sympatyk Izraela. Na początku lat 90. dołączył do Norweskiego Komitetu Noblowskiego, z którego ustąpił w 1994 na znak protestu przeciwko przyznaniu Pokojowej Nagrody Nobla Jaserowi Arafatowi.